# Falsterbo kyrka
Falsterbo kyrka är en kyrkobyggnad i Falsterbo. 
Den tillhör Skanör-Falsterbo församling, tidigare Falsterbo församling, i Lunds stift. Kyrkan kallas ibland Sankta Gertruds kyrka, då den är vigd åt Sankta Gertrud.

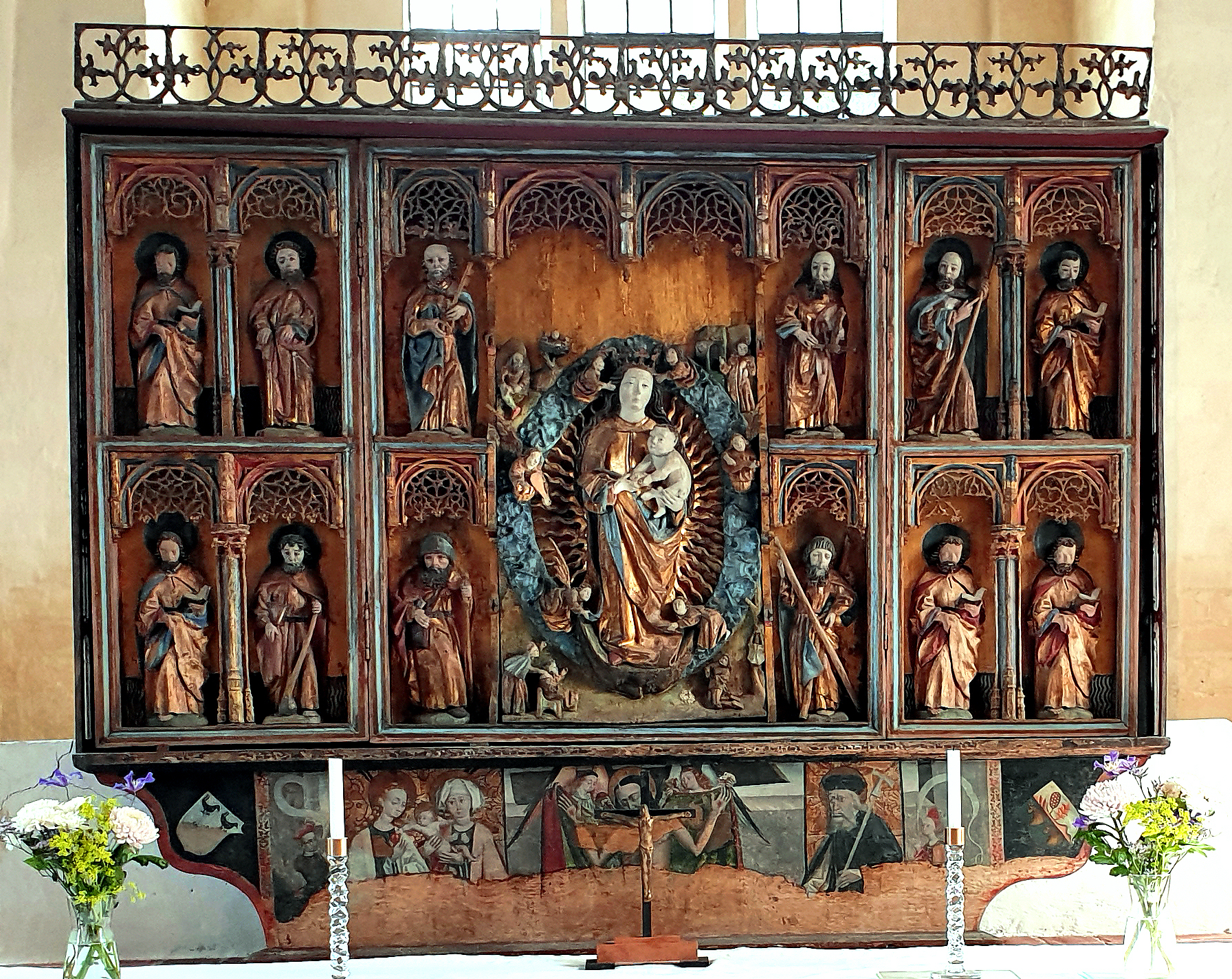
Altarskåpet.

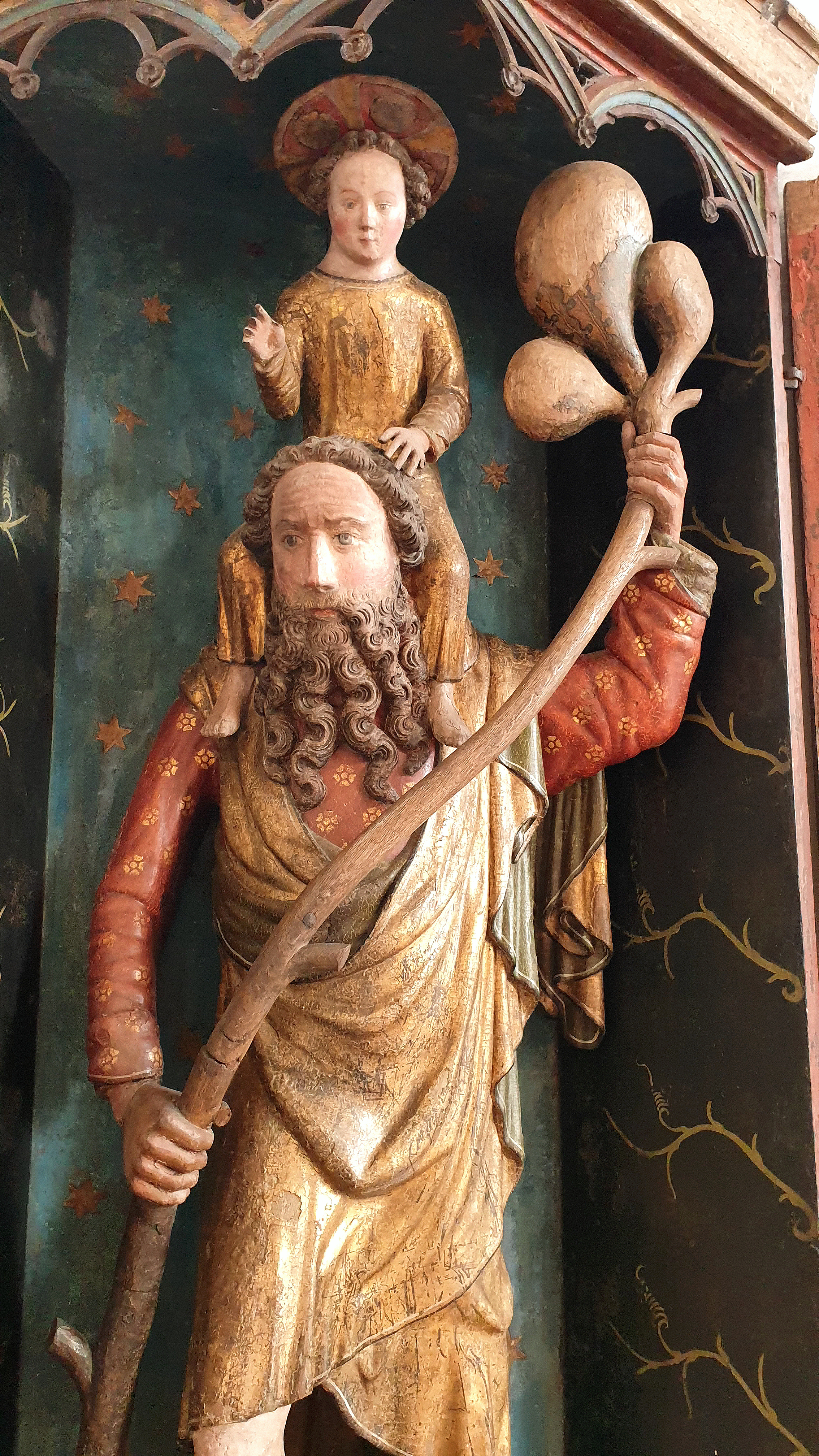
Sankt Kristoffer, sjöfarares skyddshelgon. Skulptur, detalj. Ca. 1390.

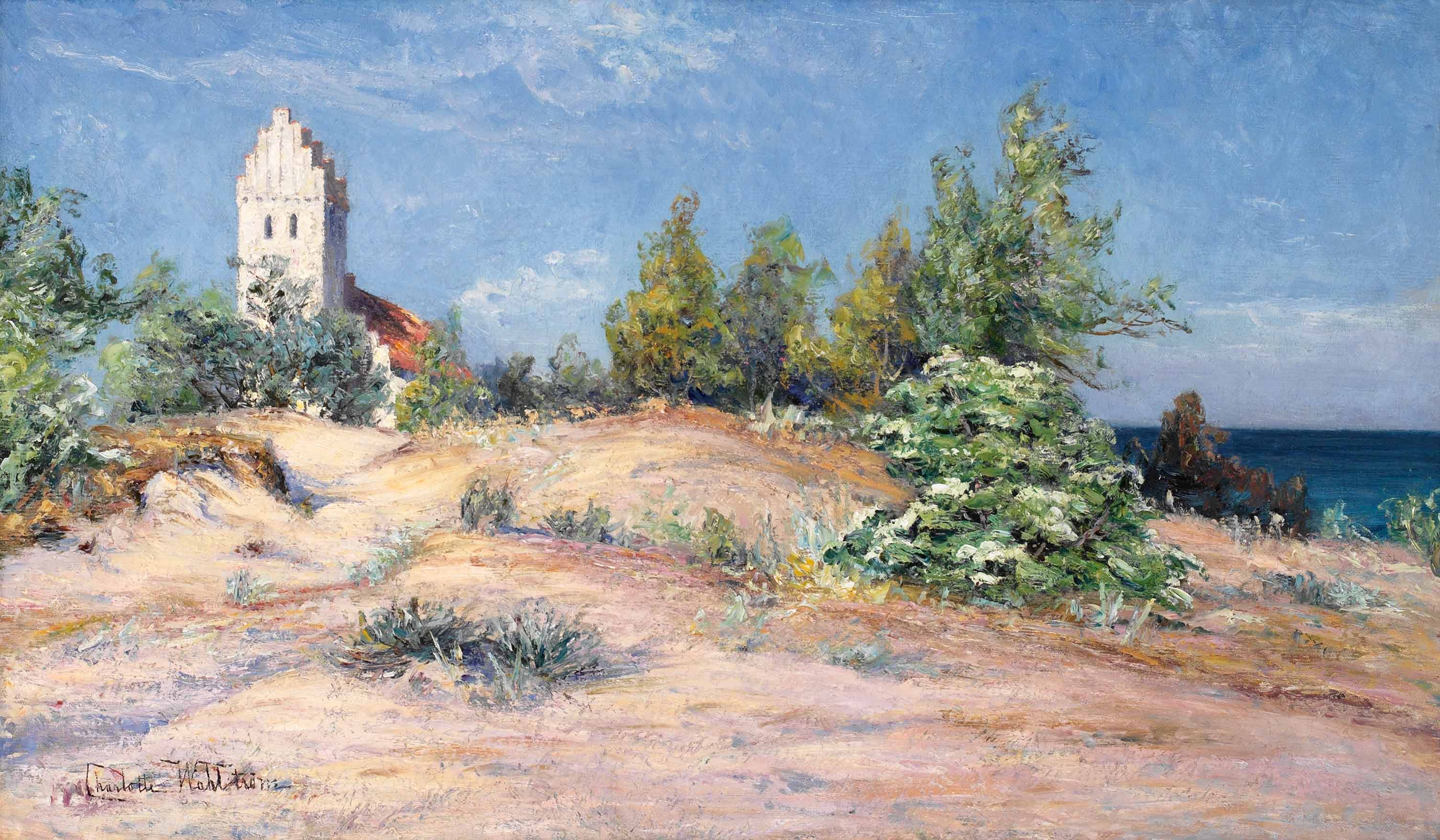
Söndagsförmiddag i Falsterbo, Charlotte Wahlström

## Kyrkobyggnaden
Kyrkans äldsta del, långhuset, är från andra hälften av 1300-talet och byggandet av den relativt stora kyrkan måste ses i samband med den ekonomiskt mycket viktiga medeltida sill-handeln och Skånemarknaden, där Falsterbo spelade en central roll. Den tidigaste kyrkan var en enkel odekorerad tegelbyggnad. Det nuvarande koret byggdes under 1500-talet och vid ungefär samma tid tillkom de nuvarande valven. Tornet, med sina trappgavlar typiska för medeltida danska kyrkor (Skåne blev svenskt först 1658), är troligen också från 1400-talet. Ett antal fresker som har upptäckts från 1953 och framåt har troligen också målas över under återuppbyggnaden av kyrkan under denna tid. 
I kyrkan finns några anmärkningsvärda inredningsdetaljer. Huvudaltaret är från andra halvan av 1500-talet och förmodligen gjord av Hermen Rode eller i hans ateljé. Ett mindre sidoaltare är från samma tid och även det från norra Tyskland. Det finns också en skulptur föreställande sankt Kristoffer, gjord omkring 1390, som tillskrivs mäster Bertram. Två fristående medeltida madonnor, en som sägs vara av franskt ursprung, kan också nämnas, liksom en skulptur föreställande en knästående prinsessa - den enda kvar av en grupp föreställande Sankt Göran och draken, förmodligen av Henning Roleve, en annan nordtysk sengotisk skulptör. Den skulpterade dopfunten har anor från 1300-talet.
Kyrkans äldsta del är långhuset i tegel från 1300-talet. På 1400-talet slogs valv, trappgavelstornet byggdes och kyrkan förlängdes österut med det tresidiga koret.
Ett vapenhus och en sakristia revs under 1800-talet. Fragment av kalkmålningar, som till stor del förstördes när valven slogs, har framtagits.
Kyrkan inhägnas av kallmur, häckar och nätstängsel samt av att Falsterbo stadspark omger kyrkan för att hindra att den begravs i sand (kyrkan ligger i en fördjupning i sanddynerna, bara 100 meter från Falsterbobuktens strand).

## Inventarier
I kyrkan finns många träskulpturer från medeltiden. Många av dessa tros ha utförts i nordtyska verkstäder.
Bland dessa finns altarskåpet på högaltaret som gjordes kring år 1500. I detta altarskåp är en apokalyptisk madonna i centrum, omgiven av de tolv apostlarna på sidorna. Under madonnabilden och apostlarna finns flera andra bilder, såsom Anna själv tredje och Antonius, bekännaren.
En annan träskulptur är ett altarskåp för sjöfararnas skyddshelgon Sankt Kristoffer från ungefär 1400, med en skulptur i centrum samt hans fängslande och martyrium på dörrarna. Denna har tillskrivits Mäster Bertram, verksam i Minden. 
I gamla skrifter finns det dokumenterat att en Sankt Göransgrupp levererades till kyrkan 1522 av Henning Roleve i Rostock. Idag finns en skulptur av en prinsessa i kyrkan som troligen kommer från denna, i övrigt är altarskåpet försvunnet.
Predikstolen dateras till slutet av 1500-talet.

### Orgel
- 1769 byggde orgelbyggaren Andreas Malmlöf, Malmö en mekanisk orgel med 5 stämmor i koret.[1] Orgeln är idag kvar och renoverades 1954 av Einar Berg i Stockholm.

- 1925 byggde Th Frobenius & Co, Lyngby, Danmark en orgel med 24 stämmor.
- Den nuvarande orgeln byggdes 1976 av A. Mårtenssons orgelfabrik Ab, Lund och är en mekanisk orgel. Fasaden är från 1925 års orgel.

| Huvudverk I   | Svällverk II      | Pedal       | Koppel |
| Principal 8’  | Gedackt 8’        | Subbas 16’  | I/P    |
| Rörflöjt 8’   | Unda Maris 8’     | Borduna 8’  | II/P   |
| Oktava 4’     | Rörflöjt 4’       | Koralbas 4’ | I/II   |
| Täckflöjt 4’  | Principal 2’      | Fagott 16’  |        |
| Kvinta 2 2⁄3’ | Nasat 1 1⁄3’      | Skalmeja 4’ |        |
| Waldflöjt 2’  | Scharf 3 chor     |             |        |
| Ters 1 3⁄5'   | Krumhorn 8'       |             |        |
| Mixtur 4 chor | Tremulant         |             |        |
| Trumpet 8’    | Crescendosvällare |             |        |